# Куклен театър – Русе
Куклен театър – Русе е държавен културен институт в град Русе, България, специализиран в създаването и представянето на куклени постановки за деца и възрастни.

## История
Куклен театър – Русе, често наричан и Държавен куклен театър – Русе, е основан през 1955 година от група ентусиасти, начело с художествения ръководител Никола Кръстев, като самодеен състав към Дома на културата на транспортните работници.
Статута си на държавен културен институт получава през 1960 година, когато самодейната трупа бива преобразувана във филиал на Русенския драматичен театър. През 1962 година е отделен като самостоятелна административна единица, а през 1965 година бива открита и собствената му сцена, разположена в бившия Княжески дворец. Първото представление на новосформираната трупа е „Червената шапчица“ – на 26 февруари 1956 г.

## Репертоар
Театърът предлага разнообразен репертоар, включващ класически приказки, съвременни български и чуждестранни пиеси, образователни спектакли и представления за възрастни.

## Награди и отличия
Държавен куклен театър – Русе е удостоен с множество награди от различни национални и международни фестивали. През 1985 година театърът е награден с орден „Кирил и Методий“ – първа степен за цялостната си дейност и високи творчески успехи.